# Tournois majeurs professionnels de tennis de l'ère pré-open
Cet article liste les tournois majeurs professionnels de tennis de l'ère pré-open ainsi que leurs vainqueurs.
Depuis les années 1930, de nombreux joueurs de tennis amateurs sont passés dans les rangs des professionnels, principalement pour des raisons financières, car le circuit traditionnel ne rémunérait pas les vainqueurs des tournois. Des épreuves strictement réservées aux professionnels ont donc été créées, et les joueurs amateurs qui désiraient passer sur le circuit professionnel étaient de ce fait bannis des tournois du Grand Chelem.

## Histoire des tournois professionnels
Avant 1968 le circuit professionnel était bien moins populaire que le circuit traditionnel amateur.
Le 6 juillet 1957, Lew Hoad, n°1 mondial et meilleur joueur amateur, remporte le tournoi de Wimbledon en balayant le futur n°1, Ashley Cooper (6-2, 6-1, 6-2). Le 15 juillet, soit une semaine après, Hoad joue son premier match professionnel à Forest Hills en compagnie des meilleurs pros de l'époque : Gonzales, Segura, Sedgman, Rosewall et Trabert. Pour donner une idée du niveau des professionnels, Hoad n'a gagné que 2 simples lors de ses 11 premiers matchs sur le circuit. Bien que le niveau y soit élevé avec la présence des 6 meilleurs joueurs mondiaux, Forest Hills Pro a été un échec financier. À l'inverse, Wimbledon engrangea des recettes importantes bien que son tableau ne comportait aucun des meilleurs joueurs du moment qui étaient tous professionnels.
Le circuit professionnel n'étant donc pas populaire et par conséquent peu viable financièrement. N'importe quel tournoi pouvait être annulé à tout moment du fait du faible nombre de spectateurs et d'une couverture télévisuelle quasi nulle. Par conséquent, il ne put instaurer une réelle tradition contrairement au circuit amateur. Et même dans ce dernier, l'importance des compétitions changeait d'une année sur l'autre car les joueurs étaient entièrement soumis au bon vouloir de leur fédération et ne pouvaient choisir les tournois où ils souhaitaient jouer. Par exemple, Gottfried von Cramm ne fut pas autorisé à disputer le simple à Roland-Garros en 1937 (mais obligé de jouer le double), ni aucun tournoi du Grand Chelem entre Roland-Garros 1938 et Forest Hills 1939. Autre exemple, Norman Brookes, alors président de la Fédération australienne, n'autorisa pas John Bromwich, meilleur joueur de son pays, à disputer Wimbledon trois années de suite (1938, 1939, 1946) car la priorité de Brookes était que l'Australie ramène la Coupe Davis et qu'aucune considération individuelle ne pouvait entrer en ligne de compte. Les exemples de ce type foisonnent dans l'histoire du tennis jusqu'à l'orée des années 1970.
Depuis les années 1980, la tradition est forte dans le tennis et la hiérarchie des compétitions est très claire : Wimbledon, Roland-Garros, l'US Open et l'Open d'Australie. Mais avant l'ère Open, la hiérarchie des événements tennistiques évoluait quasiment chaque année. Par exemple, en 1934 l'US Pro fut un tournoi de très haut rang auquel participèrent tous les meilleurs joueurs mais en 1936, ce même tournoi n'opposa que des enseignants professionnels. Par conséquent, un tournoi professionnel n'était considéré comme majeur que s'il attirait les meilleurs joueurs et pouvait devenir un tournoi mineur quand son tableau manquait de densité.
Avant l'ère open, outre les classiques tournées professionnelles opposant deux (voire quatre ou six) têtes d'affiche (comme Vines et Perry en 1938 - victoire de Vines 49 matchs à 35 dans leur grande tournée américaine, ou encore Kramer et Sedgman en 1953 - victoire de Kramer 53 matchs à 41), des tournois professionnels majeurs furent organisés. Certains survécurent seulement quelques années à cause principalement de soucis financiers et d'autres prirent temporairement de l'importance quand d'autres grands tournois ne furent pas organisés.

## Tournois professionnels estimés majeurs, de 1920 à 1968

### Coupe Bristol
La Coupe Bristol organisée de 1920 à 1932, a été considéré comme le plus grand tournoi professionnel du monde au début des années 1920. En 1925, une édition appelée Championnat du monde professionnel est disputée à Deauville. Par conséquent deux tournois différents furent étiquetés par certains comme Championnats Internationaux de France Professionnels en 1925 et de 1930 à 1932 (French Pro et Coupe Bristol).
| Date                | Nom et lieu du tournoi | Surface      | Vainqueur          | Finaliste    | Score                   |             |
| 1920                | Bristol Cup, Cannes    | terre battue | Romeo Acquarone    | J. Negro     | 3-6, 7-5, 5-7, 6-2, 6-3 |             |
| décembre 1921       | Bristol Cup, Cannes    | terre battue | John C. S. Rendall | A. Page      | 6-3, 6-4, 4-6, 7-5      |             |
| 19-23 décembre 1922 | Bristol Cup, Menton    | terre battue | John C. S. Rendall | J. Negro     | 6-1, 0-6, 6-4, 6-1      |             |
| 20 décembre 1923    | Bristol Cup, Menton    | terre battue | John C. S. Rendall | J. Negro     | 6-2, 6-3, 7-5           |             |
| décembre 1924       | Bristol Cup, Cannes    | terre battue | Albert Burke       | Roman Najuch | 7-5, 1-6, 6-4, 6-1      |             |
| juillet 1925        | World Pro, Deauville   | terre battue | Karel Koželuh      | Albert Burke | 6-1, 3-6, 3-6, 7-5, 6-0 |             |
| 26 décembre 1925    | Bristol Cup, Cannes    | terre battue | Albert Burke       | Roman Najuch | 0-6, 4-6, 6-4, 6-4, 6-1 |             |
| 13-16 décembre 1926 | Bristol Cup, Cannes    | terre battue | Karel Koželuh      | Albert Burke | 3-6, 6-1, 6-2, 6-0      |             |
| 1927                | Non disputé            | Non disputé  | Non disputé        | Non disputé  | Non disputé             | Non disputé |
| 9-12 janvier 1928   | Bristol Cup, Beaulieu  | terre battue | Karel Koželuh      | Roman Najuch | 6-3, 6-2, 6-4           |             |
| janvier 1929        | Bristol Cup, Beaulieu  | terre battue | Karel Koželuh      | Albert Burke | 6-3, 6-1, 6-0           |             |
| janvier 1930        | Bristol Cup, Beaulieu  | terre battue | Karel Koželuh      | Roman Najuch | 6-3, 6-?, 6-4           |             |
| 10-17 janvier 1931  | Bristol Cup, Beaulieu  | terre battue | Karel Koželuh      | Albert Burke | 6-3, 6-1, 5-7, 6-4      |             |
| 5-10 janvier 1932   | Bristol Cup, Beaulieu  | terre battue | Karel Koželuh      | Martin Plaa  | 6-1, 6-4, 1-6, 6-0      |             |

### Queen's Club Pro
Ce « Championnat du Monde Professionnel » fut organisé en Angleterre, sur terre battue, en 1927 et 1928,.
Liste des vainqueurs :
- 1927 : Dan Maskell
- 1928 : Robert Ramillon

### Bonnardel Cup
Tournoi par équipes nationales, inspiré du format de la Coupe Davis, et qui vécut de 1935 à 1937.
Liste des pays vainqueurs :
- 1935:  France
- 1936:  États-Unis
- 1937:  France

### German Pro Championships / World Pro Championships
Tournoi majeur organisé à Berlin, sur terre battue, de 1911 à 1952. En 1932 et 1933, il prit le nom de « World Pro Championships »,.
Liste des vainqueurs :
- 1911 : Karel Koželuh
- 1912 : Willi Hannemann
- 1928 : Roman Najuch
- 1929 : Roman Najuch
- 1930 : Martin Plaa
- 1931 : Hans Nüsslein
- 1932 : Martin Plaa
- 1933 : Hans Nüsslein
- 1934 : Hans Nüsslein
- 1935 : Hans Nüsslein
- 1936 : Hans Nüsslein
- 1937 : Bill Tilden
- 1938 : Hans Nüsslein
- 1939 : Hans Nüsslein
- 1951 : Pancho Segura
- 1952 : Pancho Gonzales

### International Pro Championship of Britain
Compétition connue aussi sous le nom de « Southport Dunlop Cup », et qui fut organisée de 1935 à 1939 à Southport en Angleterre, sur terre battue,.
Liste des vainqueurs :
- 1935 : Ellsworth Vines
- 1936 : Hans Nüsslein
- 1937 : Hans Nüsslein
- 1938 : Hans Nüsslein
- 1939 : Hans Nüsslein

### U.S Pro Hard Courts
S'est déroulé à Los Angeles de 1945 à 1967,.
Liste des vainqueurs :
- 1945 : Bobby Riggs
- 1946 : Bobby Riggs
- 1955 : Pancho Gonzales
- 1966 : Andres Gimeno
- 1967 : Ken Rosewall

### Philadelphia Indoor Pro
Liste des vainqueurs :
- 1950:  Pancho Gonzales
- 1951:  Jack Kramer
- 1952:  Pancho Gonzales

### Australian Pro
Tournoi majeur organisé à Perth et Adelaïde de 1954 à 1966, appelé aussi « Australian Pro Indoor Championships » En 1965 et 1966, il y eut deux éditions distinctes de cette même compétition, chacune organisée dans les deux villes précédemment citées,.
Liste des vainqueurs :
- 1954 : Frank Sedgman
- 1957 : Pancho Segura
- 1958 : Frank Sedgman
- 1959 : Lew Hoad
- 1960 : Ken Rosewall
- 1962 : Ken Rosewall
- 1964 : Rod Laver
- 1965 : Rod Laver (à Perth)
- 1965 : Rod Laver (à Adelaïde)
- 1966 : Rod Laver (à Perth)
- 1966 : Ken Rosewall (à Adelaïde)

### Tournament of Champions
Ce tournoi s'est déroulé en 1957, 1958, 1959 à Forest Hills, aux Etats-Unis. Une édition australienne de cette même compétition vit parallèlement le jour à Melbourne et Sydney ,,.
Liste des vainqueurs :
- 1957 : Pancho Gonzales (à Forest Hills)
- 1957 : Pancho Segura (à Sydney)
- 1958 : Pancho Gonzales (à Forest Hills)
- 1958 : Lew Hoad (à Melbourne)
- 1959 : Lew Hoad (à Forest Hills)
- 1959 : Pancho Gonzales (à Sydney)

### Masters Pro
Il y eut six éditions de cette compétition majeure, laquelle fut organisée à Los Angeles sur ciment, et basée sur un système de Round Robin (matchs de poule). En 1964 et 1965, une demi-finale et une finale furent ajoutées au tournoi, devenant ainsi le précurseur du Masters masculin actuel .
Liste des vainqueurs :
- 1956 : Pancho Gonzales
- 1957 : Pancho Gonzales
- 1958 : Pancho Segura
- 1959 : Pancho Gonzales
- 1964 : Ken Rosewall
- 1965 : Rod Laver

### Kramer Cup
Tournoi par équipes nationales, organisé entre 1961 et 1963 à Barcelone, Johannesburg et enfin Sydney,.
Liste des pays vainqueurs :
- 1961:  Australie
- 1962:  Australie
- 1963:  Australie

### Madison Square Garden Pro
Organisé à New York, ce tournoi s'est déroulé en 1954, puis de 1966 à 1969 au Madison Square Garden,,.
Liste des vainqueurs :
- 1954 : Pancho Gonzales
- 1966 : Ken Rosewall
- 1967 : Rod Laver

### Forest Hills Pro
L'unique édition de cette compétition eut lieu en 1966, sur gazon, et fut remportée par l'Australien Rod Laver.

### Wimbledon Pro
Organisé seulement en 1967, Rod Laver y bat Ken Rosewall (6-2, 6-2, 12-10).

## Les tournois duGrand Chelem professionnel
Trois tournois survécurent plus longtemps et ont réussi à attirer le plus souvent les meilleurs joueurs professionnels,, :
- le tournoi de Wembley, organisé à la Wembley Arena, souvent appelé Wembley Pro. Disputé entre 1934 et 1990 avec certaines interruptions, il fut souvent considéré comme le plus important tournoi professionnel.
- l'US Pro, organisé entre 1927 et 1999. Le promoteur Jack March organisa The World Professional Championships à Cleveland de 1950 à 1964 qui fut assimilé à l'US Pro.
- les Internationaux de France Professionnels (ou French Pro), organisé à Paris irrégulièrement entre 1930 et 1968 à Roland-Garros au stade Pierre-de-Coubertin.

Ainsi pour une année donnée ces trois championnats pouvaient être les plus grandes compétitions comme en 1964 ou ne l'étaient pas forcément comme en 1959 où les plus grands tournois furent probablement Forest Hills Pro et le Masters de Los Angeles. Les tournois britanniques et américains continuèrent pendant l'Ère Open mais perdirent de leur importance face aux tournois du Grand Chelem. Ces tournois sont parfois considérés comme constituant le Grand Chelem professionnel par des historiens du tennis comme Robert Geist (Der Grösste Meister : Die denkwürdige Karriere des australischen Tennisspielers Kenneth Robert Rosewall) ou encore Raymond Lee (Greatest Player of All time: A Statistical Analysis).

### Wembley Pro
Palmarès détaillé
Créé en 1934, le tournoi de Wembley devient rapidement un rendez-vous incontournable du tennis professionnel. Ellsworth Vines remporte les trois premières éditions, puis Hans Nüsslein les deux suivantes. En revanche, le grand champion Bill Tilden n'est jamais parvenu à soulever le trophée, s'inclinant à trois reprises en finale.
Longtemps interrompu en raison de la Seconde Guerre mondiale, le tournoi est réorganisé en 1949. Pancho Gonzales s'impose ensuite trois fois consécutivement. Après deux ans d'absence, le tournoi revient en 1956 et Gonzales en profite pour inscrire son nom une 4e fois au palmarès. De nouveau considéré comme le tournoi professionnel de l'année, le tournoi est marqué par une domination australienne dans les années 1960 avec quatre succès de Ken Rosewall et de Rod Laver. En 1965, Andrés Gimeno réussi l'exploit de devenir le premier européen à atteindre la finale depuis 1939. Le tournoi sera disputé jusqu'en 1990. Ses dotations élevées lui permirent de réunir les meilleurs joueurs mondiaux.

### US Pro
Palmarès détaillé
Le tournoi, créé en 1927, s'impose comme le plus important du monde. Fréquenté par les meilleurs joueurs américains, tout d'abord Vincent Richards, puis Bill Tilden à partir de 1931, il garde un statut international grâce à la participation régulière des meilleurs européens Karel Koželuh et Hans Nüsslein. Cependant, face à la nouvelle concurrence du Wembley Pro et des tournées professionnelles qui rencontrent un grand succès aux États-Unis, le tournoi perd en importance dans la seconde moitié des années 1930, malgré la présence du champion britannique Fred Perry.
Grâce à sa pérennité (seule l'édition 1944 n'a pas eu lieu), il reprend de l'importance dans les années 1950 sous l'impulsion du promoteur Jack March qui délocalise le tournoi à Cleveland. Après trois succès de Pancho Segura, Pancho Gonzales remporte huit éditions dont sept consécutives. En 1964, Rod Laver remporte à Boston le premier de ses cinq titres. Le tournoi continue pendant l'ère Open jusqu'en 1989, puis brièvement dans les années 1990.

### French Pro
Palmarès détaillé
Organisé pour la première fois en 1930 par l'Association Française des Professionnels et des Professeurs de Tennis, le tournoi devra attendre 1934 pour s'imposer comme une épreuve essentielle du circuit professionnel. Disparu à cause de la Seconde Guerre Mondiale, ce n'est qu'en 1956 que réapparait le tournoi. Se déroulant la semaine précédant le tournoi de Wembley, il a été disputé sur parquet lors de son déménagement au Stade Pierre-de-Coubertin dans les années 1960.

### Palmarès des tournois du Grand Chelem professionnel (Pro Slam)
| Année | US Pro             | Wembley Pro        | French Pro         |
| ----- | ------------------ | ------------------ | ------------------ |
| 1927  | Vincent Richards   | pas de compétition | pas de compétition |
| 1928  | Vincent Richards   | pas de compétition | pas de compétition |
| 1929  | Karel Koželuh      | pas de compétition | pas de compétition |
| 1930  | Vincent Richards   | pas de compétition | Karel Koželuh      |
| 1931  | Bill Tilden        | pas de compétition | pas de compétition |
| 1932  | Karel Koželuh      | pas de compétition | pas de compétition |
| 1933  | Vincent Richards   | pas de compétition | pas de compétition |
| 1934  | Hans Nüsslein      | Ellsworth Vines    | Bill Tilden        |
| 1935  | Bill Tilden        | Ellsworth Vines    | Ellsworth Vines    |
| 1936  | Joe Whalen         | Ellsworth Vines    | Henri Cochet       |
| 1937  | Karel Koželuh      | Hans Nüsslein      | Hans Nüsslein      |
| 1938  | Fred Perry         | Hans Nüsslein      | Hans Nüsslein      |
| 1939  | Ellsworth Vines    | Don Budge          | Don Budge          |
| 1940  | Don Budge          | pas de compétition | pas de compétition |
| 1941  | Fred Perry         | pas de compétition | pas de compétition |
| 1942  | Don Budge          | pas de compétition | pas de compétition |
| 1943  | Bruce Barnes       | pas de compétition | pas de compétition |
| 1944  | pas de compétition | pas de compétition | pas de compétition |
| 1945  | Welby Van Horn     | pas de compétition | pas de compétition |
| 1946  | Bobby Riggs        | pas de compétition | pas de compétition |
| 1947  | Bobby Riggs        | pas de compétition | pas de compétition |
| 1948  | Jack Kramer        | pas de compétition | pas de compétition |
| 1949  | Bobby Riggs        | Jack Kramer        | pas de compétition |
| 1950  | Pancho Segura      | Pancho Gonzales    | pas de compétition |
| 1951  | Pancho Segura      | Pancho Gonzales    | pas de compétition |
| 1952  | Pancho Segura      | Pancho Gonzales    | pas de compétition |
| 1953  | Pancho Gonzales    | Frank Sedgman      | pas de compétition |
| 1954  | Pancho Gonzales    | pas de compétition | pas de compétition |
| 1955  | Pancho Gonzales    | pas de compétition | pas de compétition |
| 1956  | Pancho Gonzales    | Pancho Gonzales    | Tony Trabert       |
| 1957  | Pancho Gonzales    | Ken Rosewall       | pas de compétition |
| 1958  | Pancho Gonzales    | Frank Sedgman      | Ken Rosewall       |
| 1959  | Pancho Gonzales    | Mal Anderson       | Tony Trabert       |
| 1960  | Alex Olmedo        | Ken Rosewall       | Ken Rosewall       |
| 1961  | Pancho Gonzales    | Ken Rosewall       | Ken Rosewall       |
| 1962  | Butch Buchholz     | Ken Rosewall       | Ken Rosewall       |
| 1963  | Ken Rosewall       | Ken Rosewall       | Ken Rosewall       |
| 1964  | Rod Laver          | Rod Laver          | Ken Rosewall       |
| 1965  | Ken Rosewall       | Rod Laver          | Ken Rosewall       |
| 1966  | Rod Laver          | Rod Laver          | Ken Rosewall       |
| 1967  | Rod Laver          | Rod Laver          | Rod Laver          |

### Records
Seuls deux joueurs ont remporté les trois titres du Grand Chelem professionnel dans la même saison : Ken Rosewall en 1963, et Rod Laver en 1967.
L'américain Pancho Gonzales détient le record de 8 titres (dont 7 consécutifs) à l'U.S Pro. L'australien Ken Rosewall possède quant à lui le record de 5 titres au Wembley Pro, ainsi que le record de 8 titres (dont 7 consécutifs) au French Pro.

### Joueurs les plus titrés
| #   | Joueur           | Total | US Pro | Wembley Pro | French Pro |
| 1er | Ken Rosewall     | 15    | 2      | 5           | 8          |
| 2e  | Pancho Gonzales  | 12    | 8      | 4           | 0          |
| 3e  | Rod Laver        | 8     | 3      | 4           | 1          |
| 4e  | Hans Nüsslein    | 5     | 1      | 2           | 2          |
| 4e  | Ellsworth Vines  | 5     | 1      | 3           | 1          |
| 6e  | Don Budge        | 4     | 2      | 1           | 1          |
| 6e  | Karel Koželuh    | 4     | 3      | 0           | 1          |
| 6e  | Vincent Richards | 4     | 4      | 0           | 0          |
| 6e  | Bill Tilden      | 4     | 2      | 0           | 2          |